# ロバート・クーンツ
ロバート・エドワード・クーンツ（Robert Edward Coontz、1864年6月11日 - 1935年1月26日）は、アメリカ合衆国の海軍軍人。最終階級は海軍大将。グレート・ホワイト・フリートで航海し、第2代海軍作戦部長を務めた。

## 経歴
クーンツはミズーリ州ハンニバルで生まれて、1885年にアメリカ海軍兵学校を卒業した。続く10年にわたって海軍部及びアラスカ州水域、五大湖においていくつかの艦艇で勤務した。彼は1894年後半に海軍部に戻り、士官の記録書類更新業務に従事した後巡洋艦フィラデルフィア (USS Philadelphia, C-4) 、チャールストン (USS Charleston, C-2) での全国測地測量を行った。チャールストンでの任務期間に太平洋で米西戦争に参加している。その後海上及び陸上勤務を経てクーンツは少佐に昇進、1907年から1909年まで戦艦ネブラスカ (USS Nebraska, BB-14) に勤務し、グレート・ホワイト・フリートの一部として世界巡航を経験した。
1909年に大佐に昇進した後、クーンツは海軍兵学校の士官候補生の司令官に就任する。1912年から14年まで彼はグアムの知事を務める。その後ピュージェット・サウンド海軍工廠および第13海軍管区の指揮官を務めた後、戦艦ジョージア (USS Georgia, BB-15) の艦長に就任する。1918年末まで同職を務め、その後海軍作戦部長代理を短期間務めた後大西洋艦隊戦艦部隊指揮官となる。
クーンツは太平洋艦隊に配属されるが、1919年9月にウィリアム・シェパード・ベンソン提督の跡を継いで海軍作戦部長に就任する。その任期は経済問題による圧力で特徴づけられた。議会による決算ベースの削減、海軍力制限達成の外交努力、新技術を管理するための最良の方法や組織をめぐる海軍省内部の意見対立、ティーポット・ドーム事件による海軍の威信低下など、これらの問題に対処する間、クーンツ提督は堅固なアメリカ艦隊を確立し、作戦部長の海軍省における位置を強化した。
クーンツは1923年中頃にエドワード・W・エバール提督と作戦部長職を交代し、艦隊最高司令官として海上勤務に戻る。1925年にはニュージーランド、オーストラリアへの艦隊訪問を指揮し、「グレート・ホワイト・フリート」による世界巡航から20年ぶりのアメリカ海軍によるデモンストレーションを行った。1925年10月から1928年6月に退役するまで、クーンツは海軍少将の階級に戻り第5海軍管区の司令官を務めた。退役後も活動的であったが、1935年に心臓発作により死去した。
駆逐艦クーンツ (USS Coontz, DLG-9/DDG-40) および兵員輸送艦アドミラル・R・E・クーンツ (USS Admiral R. E. Coontz, AP-122) は、彼に因んで命名された。